# Jüdischer Friedhof (Gemünd)

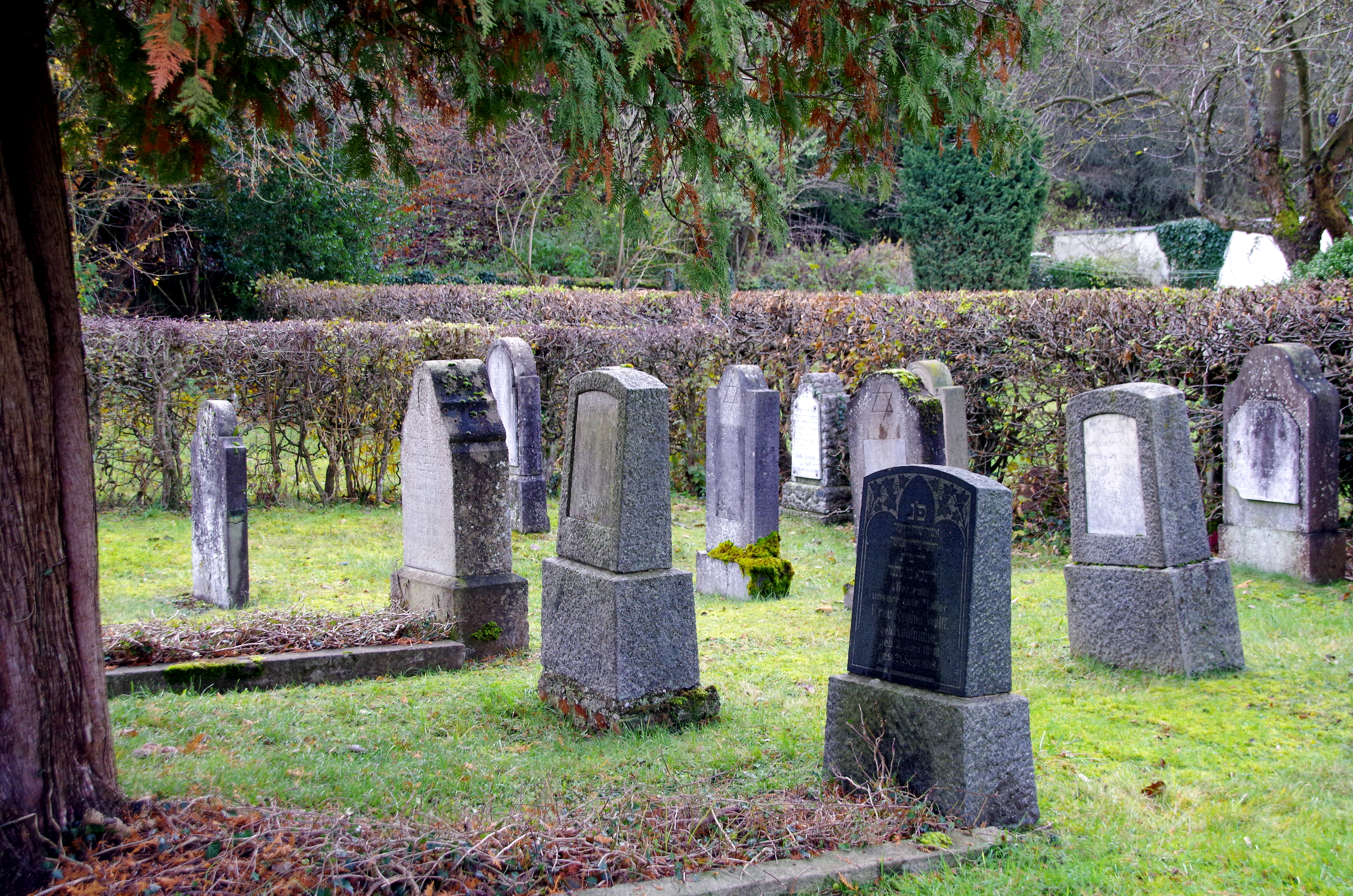
Jüdischer Friedhof Gemünd (2019)

Der Jüdische Friedhof Gemünd liegt im Ortsteil Gemünd der Stadt Schleiden im Kreis Euskirchen in Nordrhein-Westfalen.
Auf dem jüdischen Friedhof, der von vor 1845 bis 1942 belegt wurde, stehen noch 55 Grabsteine (Mazewot).